# Karl-Ludwig Kompa
Karl-Ludwig Kompa, auch als Karl Kompa zitiert, (* 14. Februar 1938 in Berlin) ist ein deutscher Chemiker und Hochschullehrer, der sich mit Lasern und ihrer Anwendung in der Chemie befasst. Er war Direktor am Max-Planck-Institut für Quantenoptik in München.
Kompa wurde 1965 an der Ludwig-Maximilians-Universität München promoviert (Reaktionen von N-Chlor-Aminen) und habilitierte sich 1971. Er war einer der drei Direktoren des Max-Planck-Instituts für Quantenoptik bei dessen Gründung 1981 und Professor an der Universität München. Am Max-Planck-Institut leitete er die Gruppe Laserchemie. 2006 emeritierte er.
Kompa entwickelte den chemischen Fluor-Wasserstoff-Laser.
2004 erhielt er den Willis-E.-Lamb-Preis für Pionierleistungen in der Laser-Chemie und bei chemischen Lasern und speziell der Entwicklung des Sauerstoff-Iod-Lasers.

## Schriften
- Chemical Lasers, Springer Verlag 1973
- Herausgeber mit J. Wanner Laser applications in Chemistry, Plenum Press 1984 (NATO Advanced Summer Institute in San Miniato Juni/Juli 1982)